# کیلیان لیروی
کیلیان لیروی (انگلیسی: Killian Le Roy؛ زادهٔ ۳۱ ژانویهٔ ۱۹۹۸) بازیکن فوتبال اهل فرانسه است که به عنوان دوازه‌بان بازی می‌کند.
از تیم‌هایی که در آن‌ها بازی کرده‌است می‌توان به باشگاه فوتبال گنگام اشاره کرد.